# Arrondissement di Basse-Terre
L'arrondissement di Basse-Terre è una suddivisione amministrativa francese, situata nel dipartimento d'oltremare francese della Guadalupa.

## Composizione
L'arrondissement raggruppa 17 comuni in 10 cantoni:
- Cantone di Baie-Mahault-1, limitato ad un solo comune:
  - parte di Baie-Mahault
- Cantone di Baie-Mahault-2, che comprende due comuni:
  - parte di Baie-Mahault
  - parte di Petit-Bourg
- Cantone di Basse-Terre, che comprende due comuni:
  - Basse-Terre
  - Saint-Claude
- Cantone di Capesterre-Belle-Eau, limitato ad un solo comune:
  - Capesterre-Belle-Eau
- Cantone di Petit-Bourg, che comprende due comuni:
  - Goyave
  - Parte di Petit-Bourg
- Cantone di Lamentin, limitato ad un solo comune:
  - Lamentin
- Cantone di Sainte-Rose-1, che comprende tre comuni:
  - Parte di Bouillante
  - Deshaies
  - Pointe-Noire
  - Parte di Sainte-Rose
- Cantone di Sainte-Rose-2, limitato ad un solo comune:
  - Parte di Sainte-Rose
- Cantone di Trois-Rivières, che comprende cinque comuni:
  - Gourbeyre
  - Terre-de-Bas
  - Terre-de-Haut
  - Trois-Rivières
  - Vieux-Fort
- Cantone di Vieux-Habitants, che comprende due comuni:
  - Vieux-Habitants
  - Baillif
  - Parte di Bouillante